# Ансамбл Александров
Академски двапут црвено-заставни орден Црвене звезде Ансамбла песме и игре Руске армије имена А. АТ. Александрова (Ансамбл Александров или Хор Црвене армије) је највећа уметничка група у Русији и раније у СССР-у, централна културна институција Министарства одбране Руске Федерације.

## Настанак и допринос култури
Ансамбл су створили културни радници Ф. Н. Данилович, директор П. И. Илијин и хоровођа А. В. Александров. Главни организатор и први музички руководилац ансамбла био је професор Московског конзерваторијума по имену П. И. Чајковског, касније Народни уметник СССР-а, композитор Александар Васиљевич Александров (1883—1946); водио је ансамбл 18. година. Александров је у време стварања тима био цивил, а да предводи војни тим за песму и игру убедио га је народни комесар за војна и поморска питања СССР Климент Ворошилов. Први главни администратор (до хапшења 1937) био је редитељ Михаил Борисович Шулман (1908—1993).
12. октобра 1928. први наступ ансамбла одржан је у Централном дому Црвене армије. Екипу је чинило 12 људи: 8 певача, 2 плесача, хармоникаш и читач. Концерт је имао велики успех - а након ње одлука о стварању ансамбла коначно је одобрена. Као рођендан војног креативног тима сматра се 12. октобар 1928. године.
1. децембра 1928. године ансамбл је уписан у састав Централног дома уметности и добио је назив Ансамбл песама Црвене армије Централног дома Црвене армије имена М. АТ. Фрунзе.
Од 27. новембра 1935. године зове се Ансамбл песама и игре Црвене армије СССР-а са Црвеном заставом. Тог дана Централни извршни комитет СССР-а донео је резолуцију о додели тима Почасном револуционарном црвеном заставом са прикаченим Орденом Црвене звезде. Истовремено, истим орденом је одликован шеф ансамбла А. В. Александров, а 10 учесника, шеф П. И. Иљин и 2 организатора Ф. Н. Даниловић и А. С. Горски постали су носиоци Ордена части уведеног дан раније. До 1. децембра 1935. године тим је дошао до 135 људи.
Једна од карактеристика ансамбла је присуство у оркестру руских народних инструмената, домре и балалајке.
Први међународни успех тима било је освајање Гран прија на Светској изложби у Паризу 1937. године. Године 1937. особље Ансамбла је било 274 особе, а 1948. године - 313 људи.
26. јуна 1941. године, на Белоруској железничкој станици, једна од група Ансамбла под црвеном заставом ансамбла игара и песама Црвене армије СССР-а, која још није отишла на фронт, први пут је извела песму „Свети рат“. Укупно, током Великог отаџбинског рата, уметници колектива наступали су у војсци преко 1.500 пута.
У јулу 1946. године ансамбл је добио име по свом оснивачу Александру Васиљевичу Александрову.
|                                |                                       |                                |                                       |
| Наступ у Лајпцигу (НДР), 1952. | Наступ у Будимпешти (Мађарска), 1951. | Наступ у Лајпцигу (НДР), 1952. | Наступ у Хелсинкију (Финска) 1950-их. |

Од 1998. пуни назив ансамбла је Академски ансамбл песме и игре руске армије по имену А. АТ. Александрова.
Своје солистичке наступе ансамбл традиционално почиње песмом „Несокрушимая и легендарная“, из Другог светског рата, која је заштитни знак бенда.
Године 2015. при ансамблу је створен креативни студио „Млади Александровци“ у коме се обучавају деца од 5 до 18 година у две области – „вокал“ и „кореографија“.Репертоар ансамбла обухвата више од две хиљаде дела. То су песме совјетских, руских и страних аутора, народне песме и игре, духовна музика, класична дела руских и страних композитора, ремек дела светске рок и поп музике, укључујући транскрипције класичних хитова легендарних музичких група Квин и Битлс. Током свог постојања био је на турнеји у више од 70 земаља света. Ансамбл је долазио са концертима у Авганистан, Југославију, Придњестровље, Таџикистан, Чеченску Републику и друга места.
Ансамбл и његови уметници добили су многе совјетске, руске и међународне награде. Током година, солисти славне групе били су вокали: народни уметници СССР-а Артур Ајзен, Јевгениј Бељајев и Алексеј Сергејев; Народни уметници РСФСР Иван Букрејев, Георгиј Андрјушченко, Вадим Русланов, Константин Герасимов, Константин Лисовски, Борис Жајворонок, Едуард Лабковски, Леонид Харитонов; Заслужни уметници РСФСР Георгиј Бабајев, Ојзер Лаут, Олег Разумовски, Виктор Никитин, Валентин Анисимов, Петар Богачев, Георгиј Виноградов, Николај Грес, Сергеј Иванов; Народни уметници Руске Федерације Александар Сибирцев, Леонид Пшенични, Алексеј Мартинов, Василиј Штефуца и бројни други.
У ноћи 25. децембра 2016. године се срушио авион Ту-154 Министарства одбране Русије који је полетео са подмосковског аеродрома Чкаловски у Сирију са међуслетањем на аеродром Сочи ради допуне горива. У авиону је било осам чланова посаде и 84 путника, укључујући 64 особе - уметника ансамбла Александров (укључујући кореографа, народног уметника Руске Федерације Вјачеслава Јермолина, главног хоровођу и заслужног уметника Руске Федерације Константина Мајорова, солисте и заслужне уметнике Руске Федерације Виктор Санин и Григориј Осипов). Заједно са уметничким руководиоцем ансамбла, генерал-потпуковником Валеријем Халиловим, полетели су да честитају предстојећу Нову годину војницима руске групе у Сирији у ваздушној бази Хмејмим. Међу путницима су били и званичници у пратњи, девет чланова руских медија и Елизавета Глинка, позната и као др Лиза.
Почетком 2010-их, у ансамблу је било 186 људи.
Од 2021. године хор је почео да наступа у мешовитом саставу. По први пут су се у оркестру појавиле жене музичари.

## Награде и признања
Државне награде
- Орден Црвене звезде - за изузетне заслуге у културној делатности (26.11.1935).
- Орден Црвене заставе - за изузетне заслуге у развоју совјетске уметности, за плодне активности у културно-уметничкој служби Оружаних снага СССР-а и у вези са 20-годишњицом (7. фебруар 1949).
- Орден "За војне заслуге" МНР (1964).
- Орден "Црвене звезде" Чехословачке (1965).
- Орден Заставе са Златном круном Републике Српске за „немерљив допринос ширењу културне и духовне сарадње српског и руског народа и за укупан допринос развоју пријатељских односа Републике Српске и Руске Федерације“.[12]
- Почасно звање „Академски“ (1979).
- Награда Министарства одбране Русије у области културе и уметности, додељена је поп групи Александров-Парк – „за активан културни и покровитељски рад“ (2018).[13]Руководилац Александар Александров

Остало

- "Голден Дискус Тровер" Француске дискографске академије за најбољу плочу (1961).
- „Златни диск” француске музичке компаније за рекордни тираж плоча (1964).
- „Златни диск“ холандске компаније „Н. ОК“ (1974) [14].
- Лауреат Награде пријатељства народа „Бели ждралови Русије“ са доделом истоименог ордена (2016).[15]
- У главном граду Србије, Београду, трг у центру града добио је име у част Ансамбла Александров (10. новембар 2017).[16]

## Пад Ту-154 2016. године
После допуне горива, авион је полетео из Сочија 25. децембра у 05:25, два минута касније, у 05:27, нестао је са радарских екрана и пао у Црно море пет километара од обале према Анапи. Сви у авиону су погинули.
Неки од погинулих уметника сахрањени су 16. јануара 2017. године на Савезном ратном меморијалном гробљу уз пуне војне почасти. На месту сахрањивања постављен је спомен-камен. 25. децембра 2018. године откривена је спомен-плоча на згради Ансамбла.